# Andrei Konstantinowitsch Burow
Andrei Konstantinowitsch Burow (russisch Андрей Константинович Буров; * 2. Oktoberjul. / 15. Oktober 1900greg. in Moskau; † 7. Mai 1957 ebenda) war ein sowjetischer Architekt und Hochschullehrer.

## Leben
Burows Vater war der Architekt Konstantin Fjodorowitsch Burow. Burows Mutter Natalja Nikolajewna geborene Senjawina war mit dem Admiral Dmitri Nikolajewitsch Senjawin verwandt und interessierte sich für Geschichte. Burow begann nach dem Schulbesuch in Moskau 1918 das Studium an der Architektur-Fakultät der Freien Staatlichen Kunstwerkstätten (SWOMAS), die nach der Oktoberrevolution aus der Stroganow-Kunstschule entstanden waren und 1920 die Höheren Künstlerisch-Technischen Werkstätten (WChUTEMAS) wurden. Im Russischen Bürgerkrieg trat Burow 1919 als Freiwilliger in die Rote Armee ein. 1921 wurde er aus der Armee zum Studium an den WChUTEMAS abkommandiert, wo er an der Architektur-Fakultät bei Alexander Alexandrowitsch Wesnin studierte (Abschluss 1925). In dieser Zeit studierten an den verschiedenen Fakultäten der WChUTEMAS Michail Ossipowitsch Barschtsch, Alexander Wassiljewitsch Wlassow, Georgi Pawlowitsch Golz, Iwan Iljitsch Leonidow, Michail Issaakowitsch Sinjawski, die alle miteinander kooperierten. Die Malerei-Fakultät absolvierten Porfiri Nikititsch Krylow, Michail Wassiljewitsch Kuprijanow, Nikolai Alexandrowitsch Sokolow, Juri Iwanowitsch Pimenow, Andrei Dmitrijewitsch Gontscharow, Alexander Alexandrowitsch Deineka und Sergei Wladimirowitsch Obraszow. Abgesehen von A. A. Wesnin wurde Burow von Wladimir Andrejewitsch Faworski und Moissei Jakowlewitsch Ginsburg stark beeinflusst.
Burow arbeitete wie auch A. A. Wesnin und dessen Brüder Wiktor Alexandrowitsch Wesnin und Leonid Alexandrowitsch Wesnin in der 1922 von Boris Ignatjewitsch Arwatow und anderen gegründeten Linken Front der Künste (LEF) mit. Den Kern der LEF bildeten neben Arwatow die russischen Futuristen Wladimir Wladimirowitsch Majakowski als Führer der Gruppe, Nikolai Nikolajewitsch Assejew, Ossip Maximowitsch Brik, Sergei Michailowitsch Tretjakow, Boris Anissimowitsch Kuschner und Nikolai Fjodorowitsch Tschuschak. An der Tätigkeit der LEF beteiligten sich die Künstler Alexander Michailowitsch Rodtschenko, Warwara Fjodorowna Stepanowa, Ljubow Sergejewna Popowa, Wladimir Jewgrafowitsch Tatlin u. a. und die Filmemacher Sergei Michailowitsch Eisenstein, Lew Wladimirowitsch Kuleschow, Grigori Michailowitsch Kosinzew, Leonid Sacharowitsch Trauberg, Dsiga Wertow, Sergei Iossifowitsch Jutkewitsch, Esfir Iljinitschna Schub u. a.
Burow wurde Mitglied der von A. A. Wesnin, M. J. Ginsburg und Alexei Michailowitsch Gan 1925 gegründeten Architektenvereinigung OSA. 1926 wurde Burow einer der verantwortlichen Redakteure der OSA-Zeitschrift Sowremennaja Architektura (SA).  Bekannt wurde Burow durch seine Arbeiterclubhäuser für Konsumgenossenschaften und die Ausstattung des Eisenstein-Films Die Generallinie, für den er einen Milchbauernhof im Villen-Stil Le Corbusiers baute. Er begleitete Le Corbusier bei dessen Besuchen der UdSSR Ende der 1920er und Anfang der 1930er Jahre für das Zentrosojus-Projekt als Dolmetscher. Als Burow 1930–1931 das Tscheljabinski Traktorny Sawod projektierte, wurde er 1931 nach Detroit zu Ford geschickt.
Ab 1934 lehrte Burow an der Allrussischen Akademie der Architektur beim Zentralen Exekutivkomitee der UdSSR in Moskau und am Moskauer Architektur-Institut (MArchI). Nach der Aspirantur wurde er zum weiteren Studium nach Frankreich, Italien und Griechenland geschickt (1935–1936). Im Deutsch-Sowjetischen Krieg wirkte er 1944–1945 beim Wiederaufbau Jaltas mit. Um die Krimküste in maximaler Ausdehnung darstellen zu können, setzte er sich für den Bau eines Panoramakinos ein. Für den Leichtbau entwickelte er Anfang der 1950er Jahre einen glasfaserverstärkten anisotropen Gips-Zement-Verbundwerkstoff. Er leitete dann das Laboratorium für anisotrope Strukturen der Akademie der Wissenschaften der UdSSR. Dort untersuchte er auch den Einsatz des Ultraschalls für die Heilung von Krebserkrankungen. Er war Doktor der technischen Wissenschaften und wurde 1957 Korrespondierendes Mitglied der Akademie der Architektur der UdSSR.
Burow wurde auf dem Moskauer Nowodewitschi-Friedhof begraben.

## Ehrungen, Preise
- Ehrenzeichen der Sowjetunion (1940, 1953)
- Stalinpreis (1945) für die Arbeit über die Nutzung der künstlichen Anisotropie für einen hochfesten Werkstoff
- Medaille „Für die Verteidigung Moskaus“
- Medaille „Für heldenmütige Arbeit im Großen Vaterländischen Krieg 1941–1945“

## Werke

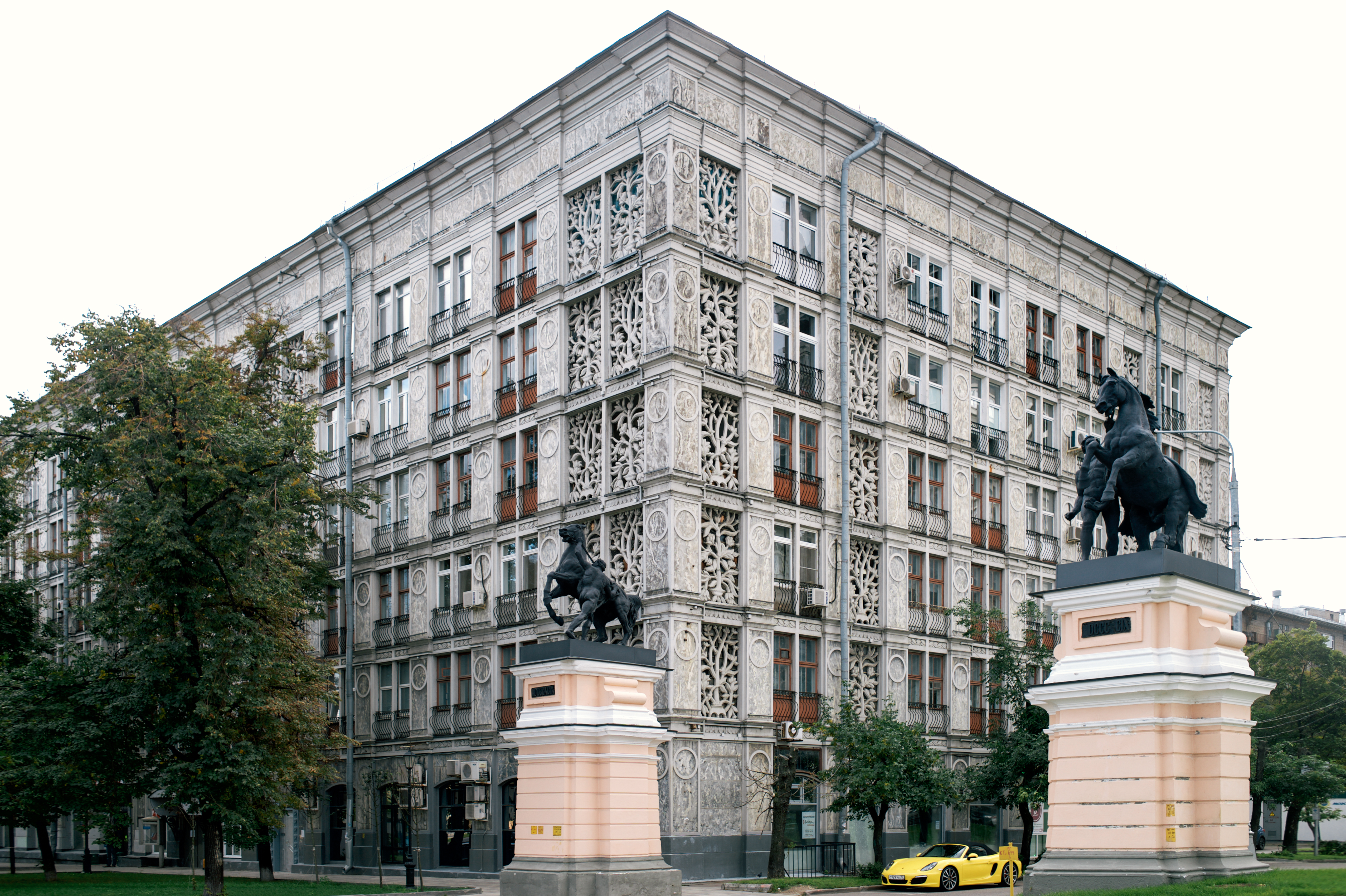
Wohnhaus (1936–1940), Leningradski Prospekt 27, Moskau
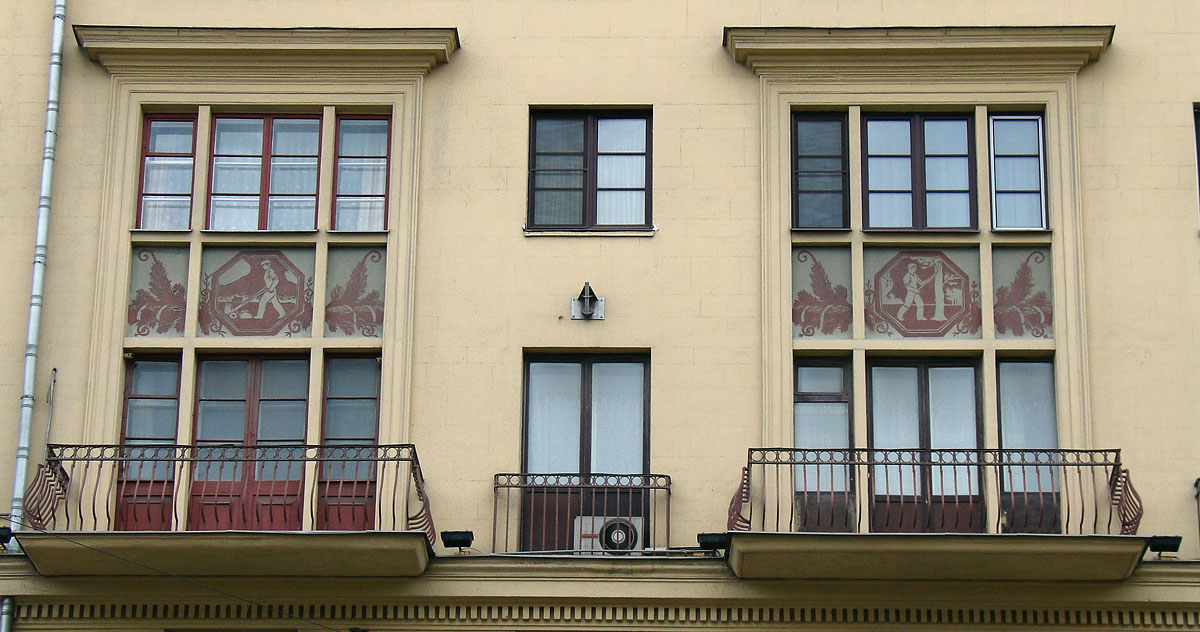
Wohnhaus (1937), Twerskaja 25/12, Moskau
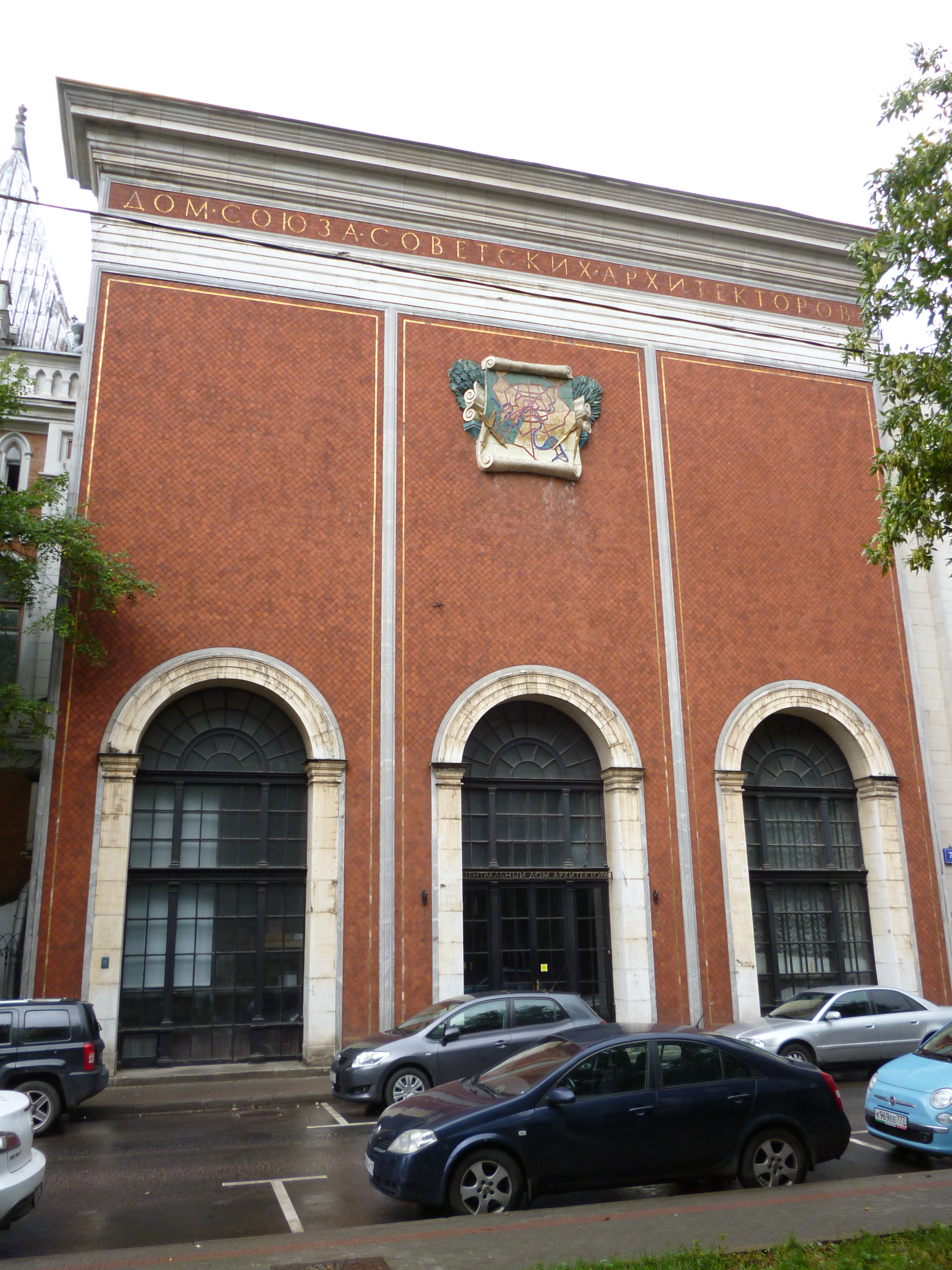
Zentralhaus der Union der Moskauer Architekten (1938–1941), Granatny Pereulok 7, Moskau
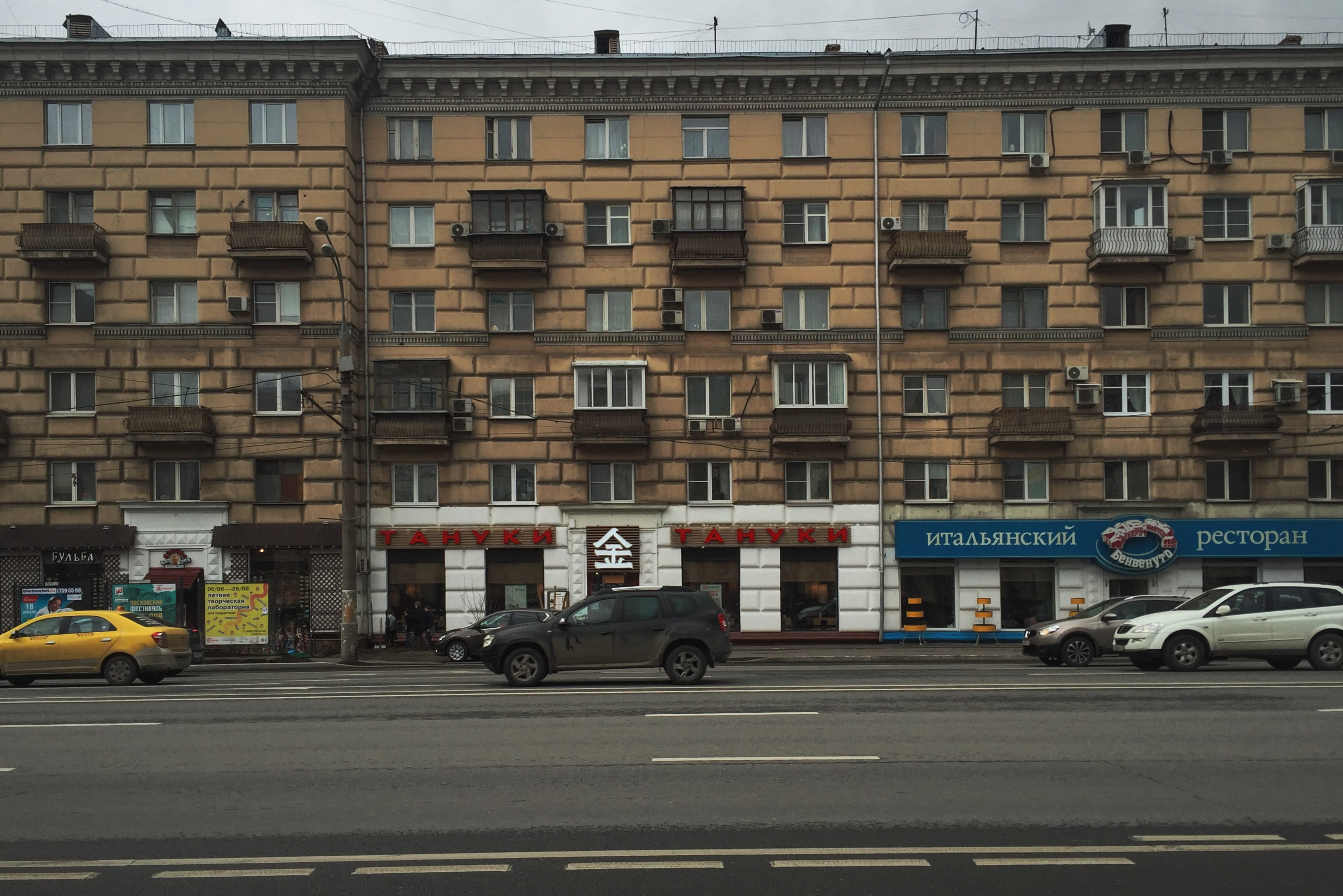
Wohnhaus (1939–1941), Welosawodskaja Uliza 6, Moskau